# 北京地下鉄M-1000型電車
北京地下鉄BSSA-3000型電車（ペキンちかてつBSSA-3000がたでんしゃ）は、北京地下鉄の第二世代となる電車（チョッパ制御）である。日本の東急車輛製造で製造され、1984年9月19日より運行を開始したが、すでに運用を退いている。
同一の設計を用いて製造された天津地下鉄TJH-1000型電車があり、東急車輛製造で製造された部品を中国中車長春軌道客車で組み立てるノックダウン生産方式で1987年12月28日に竣工したが、こちらもすでに運用を退いた。

## 概要
M型は「M型」「東急-1000型」「BSSA-3000型」とも呼ばれる。

### 北京地下鉄M型電車
1982年10月20日に東急車輌製造は北京地下鉄と、電車3両の製造契約に調印した。正面のデザインは小田急9000形電車に類似しており、内装は同時期に製造されていた京急800形電車とほぼ同じ構造に、製造当初のカラーリングは青に白帯で、同製造所で製造された伊豆箱根鉄道3000系電車のカラーリングに酷似していた。また、正面に「北京」と漢字で標記されたパネルが貼られていた。
1984年9月19日に中国北京市において北京地下鉄向け3000系電車の完成納入式が行われた。
本系列は当初2号線で運用され、2002年より13号線での運行を開始した。13号線にDKZ5型とDKZ6型が増備されたことで運行を退き、5号線・8号線・10号線で試験車両や限界測定車両として使用された。H3011は10号線の万柳車両基地に現存するが、H3012とH3013はすでに解体されている。

### 天津地下鉄TJH-1000型
1986年11月8日、天津地下鉄と東急車輌製造は6両の電車製造契約に調印した。
1987年3月9日、東急車輌製造は中国中車長春軌道客車から20人の技術訓練生を受け入れた。
東急車輌製造が車体、台車枠、艤装・内装部品等を供給する形で、1987年12月28日に竣工した。
車両は天津地下鉄1号線で運行されたが、路線の改修工事に伴い2001年10月9日に運休となり、本系列は解体された。